# Say You Love Me (singel Jessie Ware)
Say You Love Me – drugi singel pochodzący z płyty Tough Love angielskiej wokalistki Jessie Ware.

## Lista utworów

### Singel cyfrowy i promocyjny
| 1. | "Say You Love Me" | 4:17  |
|    |                   |       |
|    |                   | 04:17 |
|    |                   |       |

### Singel z remiksami
Singel Say You Love Me (Remixes) wyprodukowany przez BenZel ukazał się w formie downloadu (26 września 2014) oraz jako singel promocyjny (28 września 2014)
| 1. | "Say You Love Me" (Shura Remix)           | 4:12  |
|    |                                           |       |
| 2. | "Say You Love Me" (Gorgon City Remix)     | 5:04  |
|    |                                           |       |
| 3. | "Say You Love Me" (Alexander Adair Remix) | 2:58  |
|    |                                           |       |
|    |                                           | 12:14 |
|    |                                           |       |

## Notowania

### Media międzynarodowe
- Belgia (Ultratip Flanders): 30
- Czechy (Singles Digitál Top 100): 85
- Polska (Polish National Top 50): 11
- Szkocja (Official Charts Company): 18
- Wielka Brytania (Official Charts Company): 22

### Media polskie
- Poplista RMF FM: 1[5]
- Mniej Więcej Lista Radia Zachód (Zielona Góra): 8[6]
- Dublin Top 20 - Radio Plka (Dublin): 10[7]
- Przebojowa Lista Radia Via (Rzeszów): 11[8]
- Lista Przebojów Radia Merkury (Poznań): 25[9]
- Lista Przebojów Trójki: Szczęśliwa 13[10]

## Teledysk
Został opublikowany w serwisie YouTube/VEVO 11 września 2014. Zebrał do tej pory 78 926 570 wyświetleń. 